# Станкович, Драган
Драган Станкович (серб. Драган Станковић) — сербский волейболист, центральный блокирующий итальянского клуба «Модена» и сборной Сербии, капитан сборной Сербии с 2013 по 2017 год. Чемпион Европы 2011 и 4-кратный бронзовый призер европейских первенств, бронзовый призер чемпионата мира 2010.

## Карьера в сборной
Он долгое время был членом сборной Сербии, где стал капитаном команды после того, как Боян Янич решил уйти из сборной. Вместе со сборной он завоевал золотую медаль на чемпионате Европы 2011 года, который проходил в Австрии и Чехии. В его коллекции у него также есть четыре серебряные медали и одна бронза из Мировой лиги. В 2010 году он завоевал бронзовую медаль на чемпионате мира в Италии, как и на трех европейских чемпионатах раньше. Он также был участником Олимпийских игр в Лондоне в 2012 году. 19 июля 2015 года сборная Сербии вместе с ним в составе вышла в финал Мировой лиги, но проиграла США 0–3 и получили серебряную медаль.